# Zollstange
Der Stadtplatz Zollstange (auch Zollstangenplatz, Zwölfmalgreiner Platz oder Zwölfmalgreiener Platz; italienisch Piazza Dogana) befindet sich östlich der Altstadt der Südtiroler Landeshauptstadt Bozen, ist Mittelpunkt der alten Gemarkung Zwölfmalgreien und bildet das historische Einfallstor der alten Brennerstraße bzw. des Kunterswegs in die Stadt.

## Geschichte
Der Name Zollstange geht darauf zurück, dass hier der städtische Wegzoll zu entrichten war – ein Schranken, die „Stange“, versperrte die Straße. Das alte Zollwirtshaus bekam später den Namen „zur Löwengrube“ und war wie die Wirtsbehausung „an der Stiegen“ (heute Hotel Stiegl) Ausdruck der Verkehrsbedeutung der über den Platz führenden überregionalen Route. Die Örtlichkeit ist schon im Jahr 1310 als „Zolstang“ urkundlich bezeugt. Sie bildete seit dem 15. Jahrhundert eine der „zwölf Malgreien“, jener weiträumigen, dörflich geprägten Wirtschaftsbezirke, die die große Umlandgemeinde Bozens bildeten und sich im 19. Jahrhundert sogar als eigene Landgemeinde konstituierten. In der Landgerichtsordnung von Gries-Bozen aus dem Jahr 1487 erscheinen mit Michel Esslinger und Andre Vorstner eigene Viertelhauptleute „an der Zolstang“, die zugleich als landesfürstliche Steuereinnehmer fungieren. Im frühen 16. Jahrhundert ist der Deutsche Orden als Hausbesitzer „bey Boczen an der Zollstanngen“ urkundlich bezeugt.
Am 6. Jänner 1911 wurde die Vereinigung der beiden Gemeinden öffentlich gefeiert. Seit  diesem Datum sind Bozen und Zwölfmalgreien eine gemeinsame Großgemeinde. Zentrales Motiv der Fusion waren das Bevölkerungswachstum beider Gemeinden und der damit verbundene Bedarf an Wohnungen und Arbeitsstätten und die finanzielle prekäre Lage der Landgemeinde Zwölfmalgreien aufgrund des Baus des alten Kraftwerkes Kardaun. Um den Zusammenschluss auch verkehrstechnisch zu bewältigen, wurde 1910 die neue Julius-Perathoner-Straße (heutige Piavestraße) mit dem großen  Torbogen am  Amonn-Haus angelegt, die mittig von der Zollstange zum Rathausplatz und weiter zu den Bozner Lauben führt.
Am Zollstangenplatz hat seit 2021 der überregional tätige Verlag Edition Raetia seinen Sitz.